# Reka Kamcia
Reka Kamcia este o arie protejată (sit de importanță comunitară — SCI) din Bulgaria întinsă pe o suprafață de 159,36 ha, integral pe uscat.

## Localizare
Centrul sitului Reka Kamcia este situat la coordonatele 43°02′20″N 27°28′55″E / 43.039°N 27.482°E.

## Înființare
Situl Reka Kamcia a fost declarat sit de importanță comunitară în martie 2007 pentru a proteja 21 de specii de animale.

## Biodiversitate
Situată în ecoregiunile Marea Neagră și continentală, aria protejată conține 1 habitat natural: Păduri aluvionare cu Alnus glutinosa și Fraxinus excelsior (Alno-Padion, Alnion incanae, Salicion albae).
La baza desemnării sitului se află mai multe specii protejate:
- amfibieni (3): buhai de baltă cu burta roșie (Bombina bombina), izvoraș-cu-burta-galbenă (Bombina variegata), Triturus karelinii
- mamifere (10): liliac cârn (Barbastella barbastellus), lupul (Canis lupus), vidră de râu (Lutra lutra), liliac cu urechi mari (Myotis bechsteinii), liliac cu urechi de șoarece (Myotis blythii), liliac cărămiziu (Myotis emarginatus), liliac comun (Myotis myotis), liliacul mic cu potcoavă (Rhinolophus hipposideros), popândău (Spermophilus citellus), dihor pătat (Vormela peregusna)
- pești (4): Barbus bergi, Barbus meridionalis, zvârluga (Cobitis taenia), boarță (Rhodeus amarus)
- reptile (4): Elaphe sauromates, țestoasa de baltă (Emys orbicularis), Testudo graeca, țestoasă bănățeană (Testudo hermanni)

Pe lângă speciile protejate, pe teritoriul sitului au mai fost identificate 2 specii de plante, 3 specii de amfibieni, 10 specii de mamifere, 11 specii de pești, 5 specii de reptile.